# Échangeur Dorval
Pour les articles homonymes, voir Dorval (homonymie).
L'échangeur Dorval est un échangeur autoroutier de l'ouest de l'île de Montréal, inauguré en 1965. 
Situé au croisement de l'autoroute 20, de l'autoroute 520 et du rond-point Dorval, et constituant l’accès principal à l’aéroport Montréal-Trudeau, l’échangeur Dorval est un point central de la circulation de l'ouest de l'île de Montréal. 

## Histoire
Au début des années 1960, plusieurs améliorations sont planifiées sur le tronçon entre le pont Mercier et le pont Galipeault. En 1964, des modifications très importantes ont été apportées à la géométrie du carrefour Dorval  que l'on nommera l'année suivante rond-point Dorval . 
L’anneau a été rendu davantage elliptique afin d’allonger les tronçons d’entrecroisement et de permettre une liaison directe avec l’autoroute 20.
La consolidation du réseau routier dans le secteur s’est réalisée par la construction en 1965 de l’échangeur au-dessus du rond-point Dorval que l'on appellera Échangeur Dorval. Celui-ci a été construit selon les normes du moment et les volumes estimés de l'époque afin de satisfaire entre autres aux besoins d’accès de l’aéroport de Dorval, déjà important générateur d’activités et de déplacements dans la région de Montréal.

## Réfection de l'échangeur Dorval
Le 16 février 2009, le ministre des Travaux publics Canada, M. Christian Paradis, la ministre des Transports du Québec, Mme Julie Boulet, le vice-président du comité exécutif et responsable du plan de transport de la Ville de Montréal, M. André Lavallée, le président-directeur général d'Aéroports de Montréal, M. James C. Cherry et le maire de Dorval, M. Edgar Rouleau, ont annoncé un investissement de 224 millions de dollars pour la réalisation du projet de réaménagement de l'échangeur Dorval comprenant le rond-point Dorval ainsi que l'échangeur des autoroutes 20 et 520. Les travaux devaient se terminer en 2013. Cependant plusieurs contraintes liées à une planification déficiente ont  amené un dépassement de coût frisant 250 millions de dollars et un report de l'échéancier a fin 2017 déjà contesté.